# Cordăreni
Cordăreni là một xã thuộc hạt Botoșani, România. Dân số thời điểm năm 2002 là 2185 người.